# Wanted Sabata
Wanted Sabata ist ein Italowestern von Roberto Mauri. Er wurde 1970 uraufgeführt, aber nicht im deutschsprachigen Raum gezeigt.

## Handlung
Kopfgeldjäger Jim Sparrow tötet auf einer Ranch seinen Bruder Willie und stellt die Sache so dar, als sei Sabata der Täter, der diese Farm von Sparrow gekauft und sich mit seiner Verlobten Evelyn dort niedergelassen hat. Vier gekaufte Zeugen sorgen dafür, dass er auch dafür gehängt werden soll. Sabata kann aber mit Hilfe einer Waffe, die durch das Gefängnisfenster geworfen wird, fliehen. Jemand tötet dabei den Gefängniswärter, wofür erneut Sabata verantwortlich gemacht wird. Viele Leute sind nun daran interessiert, das auf seinen Kopf ausgesetzte Geld zu kassieren. Dabei wird auch ein Unbeteiligter getötet, der Sabata ähnlich sieht. Obwohl das Kopfgeld immer weiter steigt, kann Sabata den Sheriff von seiner Unschuld überzeugen. Zusammen schnappen sie Sparrow und bringen ihn zu einem Geständnis: In Sabatas Kleidung hat er nach und nach alle von ihm gekaufte Zeugen ermordet. Er erwartet nun den Galgen.

## Kritik
Eine wieder und wieder erzählte Geschichte sei schwach inszeniert worden, meinten die Segnalazioni Cinematografiche. Auch Genreexperte Christian Keßler schreibt, der Film erzähle seine denkbar simple Story ohne Abschweifungen.

## Bemerkungen
Die Aufnahmen des Films entstanden in Manziana.